# 利索格尔山口
利索格尔山口，位于阿塞拜疆共和国舒沙区的一处山口，该山口海拔1800米，属卡拉巴赫山脉。
舒沙和拉钦间的公路途径利索格尔山口，山口附近有图尔什苏矿泉。“利索格尔”一词源自俄语“雷索戈尔”（Лысогор），含义为秃山，由意为“秃的、裸露的”的和意为“山”的组成。